# Somalia i olympiska sommarspelen 2000
Somalia deltog i de olympiska sommarspelen 2000 med en trupp bestående av två deltagare, en man och en kvinna, och de tog inga medaljer.

## Friidrott
Herrarnas 1 500 meter
- Ibrahim Mohamud Aden Gedi
  1. Omgång 1 - 03:40.33 (gick inte vidare)

Damernas 400 meter
- Safia Abukar Hussein
  1. Omgång 1 - 01:13.25 (gick inte vidare)